# Pitcairnia burle-marxii
Pitcairnia burle-marxii é uma espécie de planta do gênero Pitcairnia e da família Bromeliaceae.

## Taxonomia
A espécie foi descrita em 1971 por Ruby Braga e Dimitri Sucre Benjamin.

## Conservação
A espécie faz parte da Lista Vermelha das espécies ameaçadas do estado do Espírito Santo, no sudeste do Brasil. A lista foi publicada em 13 de junho de 2005 por intermédio do decreto estadual nº 1.499-R.